# Hertogdom Beieren (1505-1623)
Het hertogdom Beieren was een land binnen het Heilige Roomse Rijk. In 1505 werd Beieren herenigd onder de laatste hertog van Beieren-München. In 1623 werd de Beierse hertog in rang verhoogd tot keurvorst.

## Geschiedenis
Na het uitsterven van Beieren-Landshut in 1503 brak de Landshuter Successieoorlog uit. De oorlog ontstond doordat de laatste hertog zijn land in strijd met de huisverdragen niet had vermaakt aan de hertog van Beieren-München, maar aan zijn schoonzoon, paltsgraaf Ruprecht van de Palts. De oorlog werd omvangrijk omdat het koninkrijk Bohemen zich verbond met de Palts en Beieren-München met Württemberg, Ansbach en Neurenberg.
In 1505 werd de oorlog beëindigd met de zogenaamde Kölner Schiedsspruch. Een deel van Beieren-Landshut ging daarbij verloren:
- Oostenrijk kreeg het land bij de Mondsee met het graafschap rond Kitzbühel, Kufstein en Rattenberg
- Württemberg kreeg de heerlijkheid Heidenheim
- de rijksstad Neurenberg kreeg de ambten Altdorf, Hersbruck en Lauf
- de zonen van paltsgraaf Ruprecht kregen Neuburg, Höchstädt, Monheim, Hilpoltstein, Burglengenfeld en Sulzbach-Rosenberg. Deze gebieden vormden het nieuwe vorstendom Palts-Neuburg.

Tijdens de godsdienststrijd speelt Beieren een leidende rol aan de katholieke zijde. De bezetting van de evangelische rijksstad Donauwörth in 1607 is een van de opmaten voor de Dertigjarige Oorlog.